# 韦尔茨海姆
韦尔茨海姆（德語：Welzheim，發音：[ˈvɛltsˌhaɪm] ⓘ）是德国巴登-符腾堡州斯图加特行政区雷姆斯-穆尔县的城市，面积37.99平方千米，2023年12月31日人口为11,378人。